# Жауру (мікрорегіон)

Жауру на карті штату Мату-Гросу

Жауру (порт. Microrregião de Jauru) — мікрорегіон у Бразилії, входить до штату Мату-Гросу. Складова частина мезорегіону Південний захід штату Мату-Гросу. Населення становить 99 617 чоловік на 2006 рік. Займає площу 16 847,975 км². Густота населення — 5,9 чол./км².

## Склад мікрорегіону
До складу мікрорегіону включені такі муніципалітети:
1. Арапутанга
2. Фігейрополіс-д'Уесті
3. Глорія-д'Уесті
4. Індіаваї
5. Жауру
6. Ламбарі-д'Уесті
7. Мірасол-д'Уесті
8. Порту-Есперідіан
9. Резерва-ду-Кабасал
10. Ріу-Бранку
11. Салту-ду-Сеу
12. Сан-Жозе-дус-Куатру-Маркус

| Бразилія | Це незавершена стаття з географії Бразилії. Ви можете допомогти проєкту, виправивши або дописавши її. |